# Travel.ru
Travel.ru — российский информационный ресурс о туризме и путешествиях, созданный в 1997 году. В сентябре 2013 года вошёл в состав российской компании Oktogo.ru. Стоимость сделки составила около 2 миллионов долларов, по другой версии — 6—8 миллионов долларов.

## История
Домен Travel.ru был зарегистрирован 24 сентября 1997 года. В основу сайта легла информация, которую основатель проекта Ася Патрышева собирала и публиковала в Фидонет, являясь модератором эхоконференции ru.travel.
Travel.ru стал одним из первых русскоязычных ресурсов о туризме и путешествиях. Одновременно с ним с 1995 по 1997 годы стартовали ещё несколько проектов тревел-тематики: 100 дорог, Туризм.ру, Вотпуск.ру.

### Хронология
- 1998 год — запуск сайта Travel.ru при проддержке Mail.ru Group[5];
- 2000 год — Mail.ru Group доводит свою долю в компании до 51 %[6];
- 2003 год — доля компании Mail.ru продана владельцу сети тур-агентств «Магазин горящих путевок» Андрею Озолиню[7];
- 2005 год — доля Андрея Озолиня продана компании «Туральянс»[8];
- 2013 год — компания Oktogo.ru приобрела Travel.ru[9][10].
- 2013 год — объединенная компания Oktogo Group, в состав которой также вошел сервис Travel.ru, объявила о старте четвёртого раунда инвестиций. Новым инвестором компании должен выступить Фонд «ВЭБ Инновации» (Группа Внешэкономбанка)[11].

## Деятельность

### Описание
Travel.ru — информационный ресурс и онлайн-путеводитель по более чем 230 странам мира. Ежемесячная аудитория Travel.ru — 1-2 миллиона уникальных посетителей в зависимости от сезона. Сайт входит в 30 самых посещаемых туристических порталов Рунета. Наряду с материалами, подготовленными непосредственно сотрудниками компании, на сайте также публикуются материалы из блогов, форумов и других открытых источников со ссылками на авторов. Актуальность и достоверность публикуемой информации проверяется редакторами портала. В структуру сайта входят визовый раздел, в котором описаны правила получения визы в каждую страну в зависимости от места подачи документов, интерактивная обновляемая карта безвизовых стран, разделы справочной информации по таможенному законодательству разных стран, правилам перелетов различных авиакомпаний и путеводитель по мировым достопримечательностям.

### Бизнес-стратегия
Основной доход сайту приносит размещение контекстной и медийной рекламы, на её долю приходится 90-95 %. Остальной доход приносит транзакционная модель: портал получает комиссию от бронирования страховых туристических полисов, авиа и железнодорожных билетов, автомобилей и других услуг от компаний-партнеров. Оборот компании составляет 24 миллиона рублей в год.

## Премия «Звезда Travel.ru»
С 2003 по 2013 год портал Travel.ru регулярно вручал потребительскую премию «Звезда Travel.ru» в номинациях «Лучшая авиакомпания», «Лучшая турфирма», «Лучшие отели России», «Лучшая страховая компания для туристов» и других. Номинантов выдвигали интернет-пользователи, победители определялись путём онлайн-голосования. В соревновании ежегодно участвовало более 1000 номинантов.

## Руководство и команда
Ася Патрышева — основатель Travel.ru (руководитель компании до 2013 года). Родилась 18 декабря 1973 года в Ленинграде.
Работала дизайнером в компании Nevalink, технологом в компании Ситилайн, вебмастером в студии Артемия Лебедева и в компании Intel. В 1995 году зарегистрировала первый в истории российского интернета частный домен kenga.ru, в 1997 году основала сайты «Еда в Санкт-Петербурге» и Travel.ru. Ведет проекты в Живом Журнале — «ru_travel», «daite_skidku» и «pro_odejki». Замужем, воспитывает троих детей. В настоящее время (август 2018 г.) Ася с семьёй проживает в США. В штате компании Travel.ru работают 35 человек, большая часть из которых — редакторы контента.

## Достижения и награды
- 2002 — почетная грамота Департамента Туризма Минэкономразвития России «За вклад в развитие туризма в России»[15];
- 2002 — ресурс стал победителем открытого интернет-конкурса «Золотой сайт» в номинации «Корпоративный сайт», категория «Путешествия и туризм», а также в номинации «Информационные ресурсы, архивы, каталоги»[16];
- 2003 — компания являлась номинантом Национальной интернет-премии[17].